# Rode Rivier

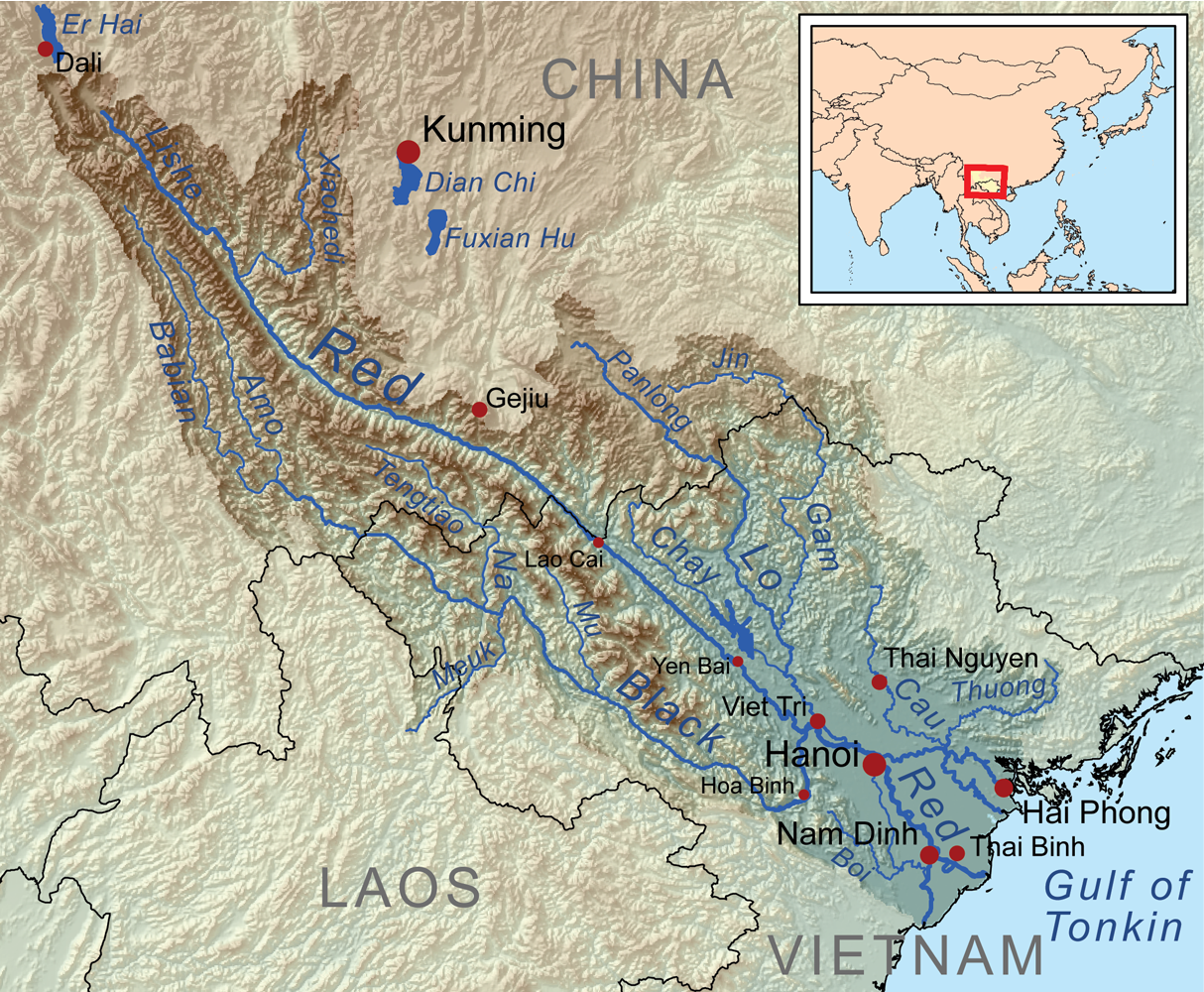
de Rode rivier

De Rode Rivier (traditioneel Chinees: 紅河; versimpeld Chinees: 红河; pinyin: Hóng Hé; Vietnamees: Sông Hồng; Chữ Nôm: 瀧紅; Chữ Hán: 紅河) is een rivier die door China en Noord-Vietnam naar de Golf van Tonkin stroomt.
De totale lengte is 1149 km waarvan 639 km op het grondgebied van de Volksrepubliek China ligt en 510 km op het territorium van Vietnam.
De Rode Rivier ontspringt in de provincie Yunnan in China in het gebergte ten zuiden van de stad Dali. Ze stroomt zuidoostelijk door het Daigebied en verlaat China in Yunnan. De rivier komt Vietnam binnen in de provincie Lào Cai waar ze een tijdlang een natuurlijke grens vormt tussen beide landen. In Vietnam, waar de rivier Thao wordt genoemd, volgt de rivier haar zuidoostelijke koers en stroomt via de bergen het centrum van het land in. De rivier wordt daar gevoed door de rivieren Da en Lo en loopt vervolgens door diverse provincies om uiteindelijk te eindigen in een delta waar ze de hoofdstad Hanoi passeert alvorens uit te stromen in de Golf van Tonkin.
- Biblioteca Nacional de España: XX6095394
- Gemeinsame Normdatei: 4370390-2
- Library of Congress Control Number: sh95009525
- National Archives and Records Administration: 10038673
- Nationale Bibliotheek van Israël: 987007565893005171
- Virtual International Authority File: 315145058